# Ken Finkleman
Ken Finkleman (Winnipeg, 1946) è un regista e sceneggiatore canadese, discretamente prolifico a cavallo degli anni 1980.

## Filmografia
Regista
- L'aereo più pazzo del mondo... sempre più pazzo (Airplane II: The Sequel) (1982)
- Palle d'acciaio (Head Office) (1985)

Sceneggiatore
- Grease 2, regia di Patricia Birch (1982)
- L'aereo più pazzo del mondo... sempre più pazzo (Airplane II: The Sequel) (1982)
- Palle d'acciaio (Head Office) (1985)
- Who's That Girl, regia di James Foley (1987)